# Deák Ferenc (igazságügy-miniszter)
Kehidai Deák Ferenc (született: Deák Ferenc Antal, Söjtör, 1803. október 17. – Budapest, 1876. január 28.) magyar politikus, jogász, táblabíró, államférfi, országgyűlési képviselő és a Batthyány-kormány igazságügy-minisztere. A reformkorban és a dualizmusban is meghatározó szerepet vállalt, akit „a haza bölcse” és „a nemzet prókátora” titulussal is illetnek.
Jogi végzettséget szerzett és ügyvédi vizsgát tett, majd Zala vármegye szolgálatába állt. Politikusként a reformországgyűlésen a liberális ellenzék első embere volt. Az 1848–49-es forradalom és szabadságharc idején a Batthyány-kormány igazságügy-minisztere. A szabadságharc bukása után ő volt a passzív ellenállás vezéralakja. A kiegyezés létrejöttében elévülhetetlen érdemeket szerzett. 1866-ban ő vezette azt a magyar tárgyalódelegációt, amelyik az áprilisi törvényekről, a nemzeti őrsereg és az önálló nemzeti bank felállításának kivételével kompromisszumra jutott Ausztriával.
Történelmi nagysága abban áll, hogy fő támogatója volt annak a folyamatnak, mely során elhárultak a magyar nemzet útjából azok az akadályok, amelyek az uralkodóházhoz és az örökös tartományokhoz fűződő viszonyt lehetetlenné tették. Tevékenységével nemcsak az alkotmányt és a nemzet létét erősítette meg, hanem lehetővé tette Magyarország további fejlődését, anyagi és szellemi gyarapodását.
A politika mellett a tudományokban is jártas volt; mint államférfi a magyar történelem legnagyobbjai közé tartozik. A 19. század egyik legtehetségesebb magyar politikusaként tartják számon, aki megteremtette Magyarország átalakulásának és fejlődésének törvényi kereteit.
Több mondata szállóigévé vált, köztük a hazát féltő kijelentés, melyet többek között a Fiumei úti sírkertben található Deák-mauzóleum márványába is bevéstekː „Kockáztathatunk mindent a Hazáért, de a Hazát kockáztatni semmiért nem szabad.”

## Élete

### Származása, születése és gyermekévei

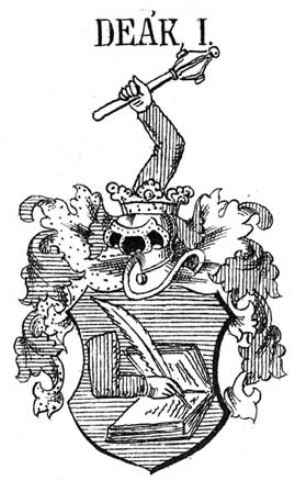
A kehidai Deák család címere

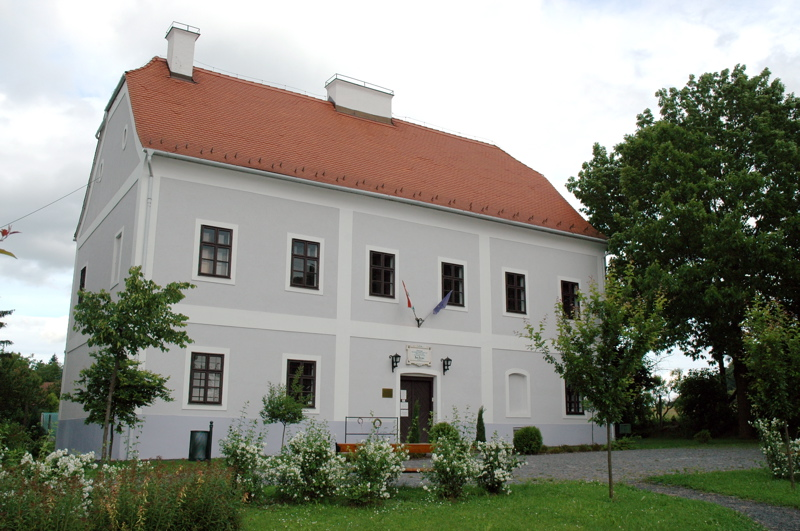
A Deák-kúria Söjtörön

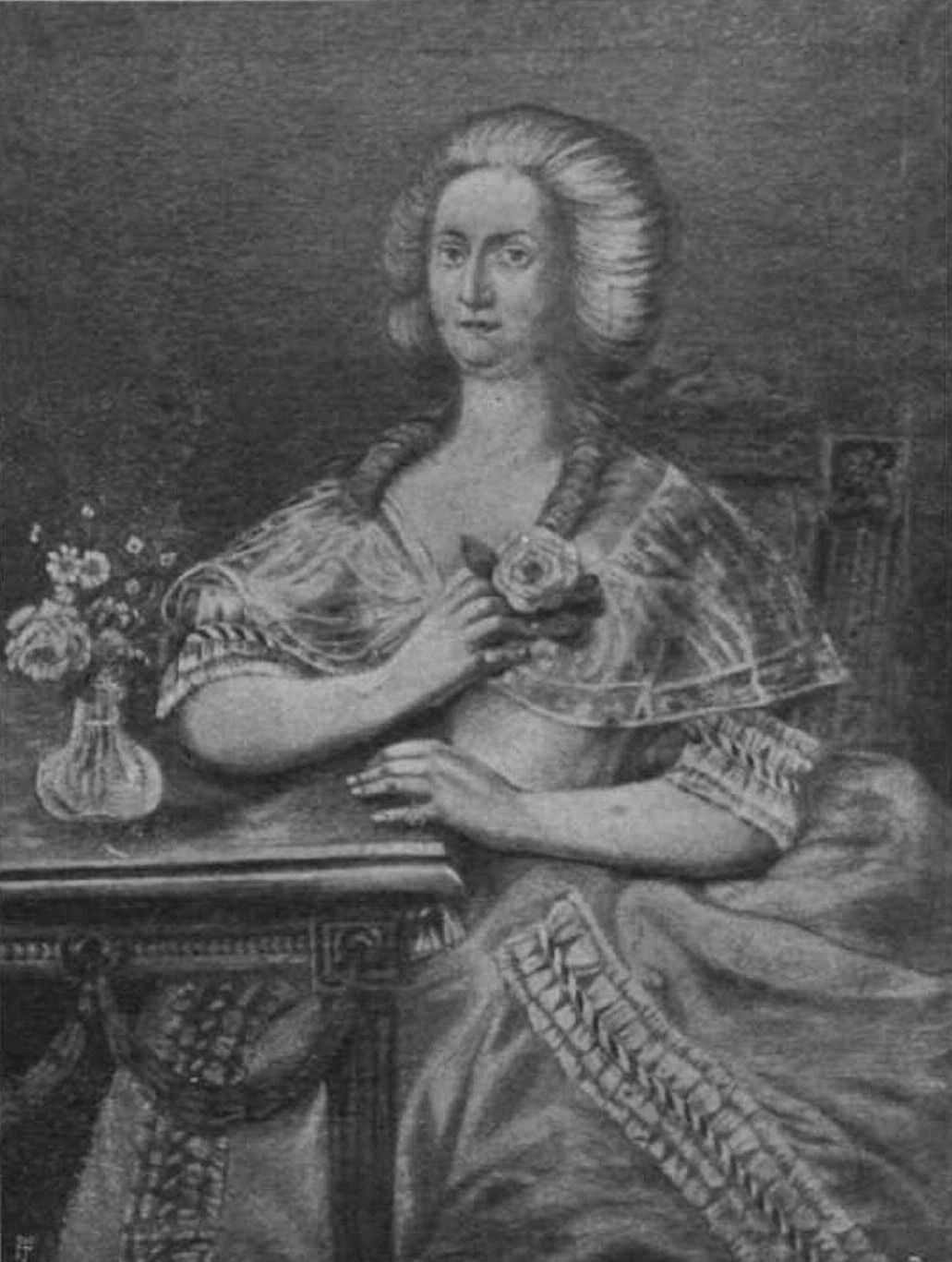
Idősebb kehidai Deák Ferencné szarvaskendi és óvári Sibrik Erzsébet (1768–1803), Deák Ferenc édesanyja

A Zala vármegyei nemesi származású kehidai Deák család sarja. Idősebb kehidai Deák Ferenc (1761–1808), főszolgabíró, táblabíró, és szarvaskendi és óvári Sibrik Mária Erzsébet (1768–1803) fia. Deák Ferenc tekintélyes, régi nemesi család hetedik gyermekeként született a Válicka-patak menti Söjtör községben, ami akkor a család egyik nagyobb birtoktestének a központja volt. A másik központ a 19. század elején Kehidán és környékén volt. Apai nagyszülei nemes Deák Gábor (1730–1788), Zala vármegye táblabírája, és hertelendi és vindornyalaki Hertelendy Anna (1743–1803) voltak.
A Deák család a ma Szlovéniához tartozó Zsitkócról származott. A zsitkóci birtok Deák születése idején azonban a család szempontjából már nem volt annyira jelentős, ugyanis nagyapja, Deák Gábor – akiről a kutatók azt állítják, hogy a dúsgazdag Hertelendy Anna feleségül vételével alapozta meg a család szerencséjét – a söjtöri és kehidai birtokok fejlesztését helyezte előtérbe. A nagyapa azonban még feltehetően Zsitkócon született és élt is bizonyos ideig. Az ő Ferenc nevű édesapja is már főszolgabíró volt. Hiteles források szerint az elődök már a 17. században biztosan Zsitkócon éltek. Az is bizonyos, hogy a család már 1703-ra nemesi rangra emelkedett, mert több forrás szerint is akkortól már szerepelnek nemes Deákok Zsitkócon. Apai ágon, Deák Ferenc dédszülei hertelendi és vindornyalaki Hertelendy Gáspár és sági Sághy Krisztina (†1744) voltak. Deák Gáborné Hertelendy Anna az ősrégi tekintélyes zalai szenterzsébeti Terjék család leszármazottja volt apai ükdanyja, hertelendi és vindornyalaki Hertelendy Ambrusné szenterzsébeti Terjék Mária révén, aki szenterzsébeti Terjék Ferenc lánya volt.
Édesapja idősebb Deák Ferenc földbirtokos, édesanyja szarvaskendi Sibrik Erzsébet. Az emeletes házban 1803-ban éppen javítási munkálatokat végeztek, ezért a család ideiglenesen a régi alházba költözött, amely egy egyszerű földszintes épület volt nyílt folyosóval. Ennek a balra eső szélső szobájában született Deák Ferenc, és itt halt meg pár órával fia születése után az édesanyja. Deák Ferenc keresztszülei hertelendi és vindornyalaki Hertelendy Ignác kerületi táblabíró és Deák Anna (1747–1810) voltak. A keresztelőt Baranyai János söjtöri plébános tartotta.
Egy vélemény szerint az apa nem tudta elviselni a „gyilkos” gyermek látványát, a csecsemőt még aznap egy kocsiba rakatta, és elküldte Zalatárnokra az újszülött nagybátyjához, kehidai Deák Józsefhez (1764–1831), aki István Katalin (1780–1850) feleségével együtt nevelte fel őt. Az igazsághoz hozzátartozik azonban, hogy a zalatárnoki család is épp ez időtájt várt gyereket, és a szolgálónép között is akadt szoptatós dajka, így ott jobb helyen volt az újszülött. Ötéves korában, 1808-ban édesapja, idősebb Deák Ferenc is meghalt. Az árva neveltetését ezután testvéreinek (szüleinek ő volt a hatodik gyermeke, de a felnőttkort rajta kívül Antal, Jozefa és Klára érte meg) támogatása, valamint Hertelendy György (1764–1831) gyámsága biztosította. 1808 januárjának utolsó napjaiban Zala megye közgyűlése határozatot hozott a gyámságról. Nagyságos lovászi és szentmargitai Sümeghy József (1757–1832), zalai első alispán, királyi tanácsos elismerte és jóváhagyta Hertelendy György gyámsági szerepét; nemes Csertán Károly (1768–1832) zalaegerszegi főszolgabíró és boldogfai Farkas János Nepomuk (1774–1847) zalaegerszegi alszolgabíró, az árvái a javaiknak az összeírását elkészítették.

### Ifjúkora és barátai
Deák Ferenc gyerekkorát Zalatárnokon töltötte, 12 unokatestvérével együtt nevelkedett; közülük kehidai Deák Lajos (1817–1879), testőr, százados és kehidai Deák Gábor (1812–1848) testőr, százados urakkal ápolta a legközelebbi kapcsolatot. Tanulmányait Keszthelyen, a premontrei gimnáziumban kezdte, majd Pápán, a bencés algimnáziumban folytatta. A gimnázium felsőbb osztályait, a III. grammatikától a II. humanitásig a nagykanizsai piarista gimnáziumban végezte 1813/1814-től 1816/1817-ig. Ez alatt a nagykanizsai piarista rendházban lakott, konviktorként. A komoly, visszahúzódó fiú pártatlanságával, igazságérzetével és tanulmányi eredményével tűnt ki. A tanulmányi rangsorban mindvégig első (eminens primus) volt. Később, 1821-ben, végezte a jogi tanulmányait a Győri Királyi Jogakadémián. Négy évig járt Győrben iskolába. 1817 novemberében ment oda mint 14 éves ifjú, a 7. logikára, 1821 augusztusában végezte el a második jogtudományi évfolyamot. Ezen egész idő alatt rokonánál, az öreg nagybányai Jósa Józsefnél lakott. Jósa József 1817-ben a Káptalan dombján lakott mint a püspökségi javak igazgatója, de 1819-ben hivataláról lemondván, átköltözött saját házába, a Megye utcába, és így Deák Ferenc mindegyik házban lakott. Szállásadója nagybányai Józsa József, a győri püspök uradalmainak jószágkormányzója Deák Ferenc nagynénjének, Sibrik Annának a férje volt; Jósa Józsefné Sibrik Anna pedig Deák Ferencné Sibrik Erzsébet féltestvére. Józsa kezdetben szolgálati lakásban, a Káptalandombon álló püspöki rezidenciát övező egyházi épületek egyikében lakott, és itt adott szállást Deák Ferencnek is. 1819-ben költözött át a Megye utcai épületbe, melyet kilenc évvel korábban vásárolt meg családja számára az eladósodott tulajdonostól, Huszár Ádámtól. Ebben a – napjainkban Liszt Ferenc utca 20. szám alatti – késő reneszánsz és kora barokk stílusjegyeket ötvöző, és a 17. század második felében a Zichy grófok által építtetett, majd többször átalakított impozáns palotában lakott Deák Ferenccel egy időben Fejér György, a győri tankerület főigazgatója.
Deák Ferenc Pesten folytatott jogi gyakorlatot, és itt is tett – a királyi táblánál – ügyvédi vizsgát. A családi hagyományt követve megyéje szolgálatába lépett, előbb mint tiszti ügyész, majd mint árvaszéki jegyző. Első fennmaradt műve egy védőirat, amelyet mint tiszti ügyész nyújtott be egy hírhedt rablógyilkos védelmére. Már e mű is mutatja, milyen hatással volt a 18. század liberális és humanista felfogása az ifjú jogtudósra. Bár a pert elveszítette, Zala vármegyében ismertté és egyre elismertebbé vált.
Amikor zalabéri Horváth Jánost, Zala vármegye első alispánját elküldték követnek az 1832. évi országgyűlésre, a vármegye megbízta Deák Ferencet, hogy távollétében első alispánként helyettesítse őt. 1833 elején azonban Deák Antal országgyűlési követ megbetegedett és lemondott a követségről, és a megye így öccsét, Deák Ferenc Zala vármegye helyettes első alispánját elküldte helyette Pozsonyba. Ekkor, Deák Ferenc helyébe viszont boldogfai Farkas János (1774–1847) lépett zalai helyettes első alispánként. Antal a távozását fájlaló követtársainak testvéri büszkeséggel előre mondta: „Küldök én nektek magam helyett egy fiatal embert, kinek kisujjában több tudomány és képesség van, mint egész magamban”.
Kedvenc időtöltése volt az olvasás, a séta és a fafaragás. Szabadidejében rendszeresen olvasott és tanulmányozta a magyar alkotmány- és jogtörténetet. Berzsenyi Dániel, Kisfaludy Sándor verseit kedvelte, de leginkább Vörösmarty Mihály költészete állt hozzá közel. Vele rendszeresen levelezett és elszakíthatatlan barátság alakult ki közöttük, Vörösmartyt a legnagyobb magyar költőnek tartotta. A zalai liberális érzelmű körökben több jó barátot szerzett, akik egyben a politikai reformjai támogatói is lettek. A legközelebbiek között Kerkapoly István (1789–1848), Csány László (1790–1849), Séllyey Elek (1788–1850), lovászi és szentmargitai Sümeghy Ferenc (1819–1869), nemesnépi Marton Pál (1806–1893), Koppány Ferenc (1792–1866), nedecei Nedeczky Lajos (1800–1841), boldogfai Farkas János Nepomuk (1774–1847), zalabéri Horváth János (1788–1853), dukai és szentgyörgyvölgyi Széll József (1801–1871), Vas vármegye főispánja, hertelendi és vindornyalaki Hertelendy Kálmán (1820–1875), Zala vármegye főispánja, és zalalövői Csapody Pál (1808–1859) voltak. Gyakori eset volt, hogy Deák Ferenc a közeli barátainak és hozzátartozóinak a keresztapja lett; néhány jeles keresztgyermeke: csallóközmegyercsi Szabadhegy Sándorné nedecei Nedeczky Ida Klára (1838–1907), kossuthi és udvardi Kossuth Ferenc (1841–1914), politikus, országgyűlési képviselő, kisszenicei Szeniczey Cecília (1842–1918, Jozefa nővére unokája), báró hadadi Wesselényi Miklós (1845–1916), Szilágy vármegye főispánja, földbirtokos, nagybölöni Bölöny Józsefné nedecei Nedeczky Franciska (1857–1934), hertelendi és vindornyalaki Hertelendy Ferenc (1859–1919), főrendiház tagja, Zala vármegye főispánja, bernecki Bernrieder Jánosné dukai és szentgyörgyvölgyi Széll Ilona (1868–1945).

### Az 1832–36-os országgyűlésen
Deák Ferencet 1833. április 15-én választották követté. Pozsonyba érkezése után tevékenyen részt vett az országgyűlés tárgyalásaiban. Első országgyűlési beszédét 1833. május 6-án mondta el az alsótáblán. Rövid idő alatt elismert vezére lett a megyei oligarchia legkimagaslóbb alakjait, Beöthy Ödönt, Pázmándy Dénest, Balogh Jánost magába foglaló rendi ellenzéknek. Barátjául fogadta Wesselényi Miklós és Kölcsey Ferenc, és életre szóló barátságot kötött Klauzál Gáborral. Sikerét, pozícióját döntően saját képességeinek és nem külső tényezőknek köszönhette. Vagyona, származása a birtokos nemesség egyenrangú tagjává tette, képzettsége és életmódja nem emelte osztályos társai fölé, így nem is keltett irigységet másokban.

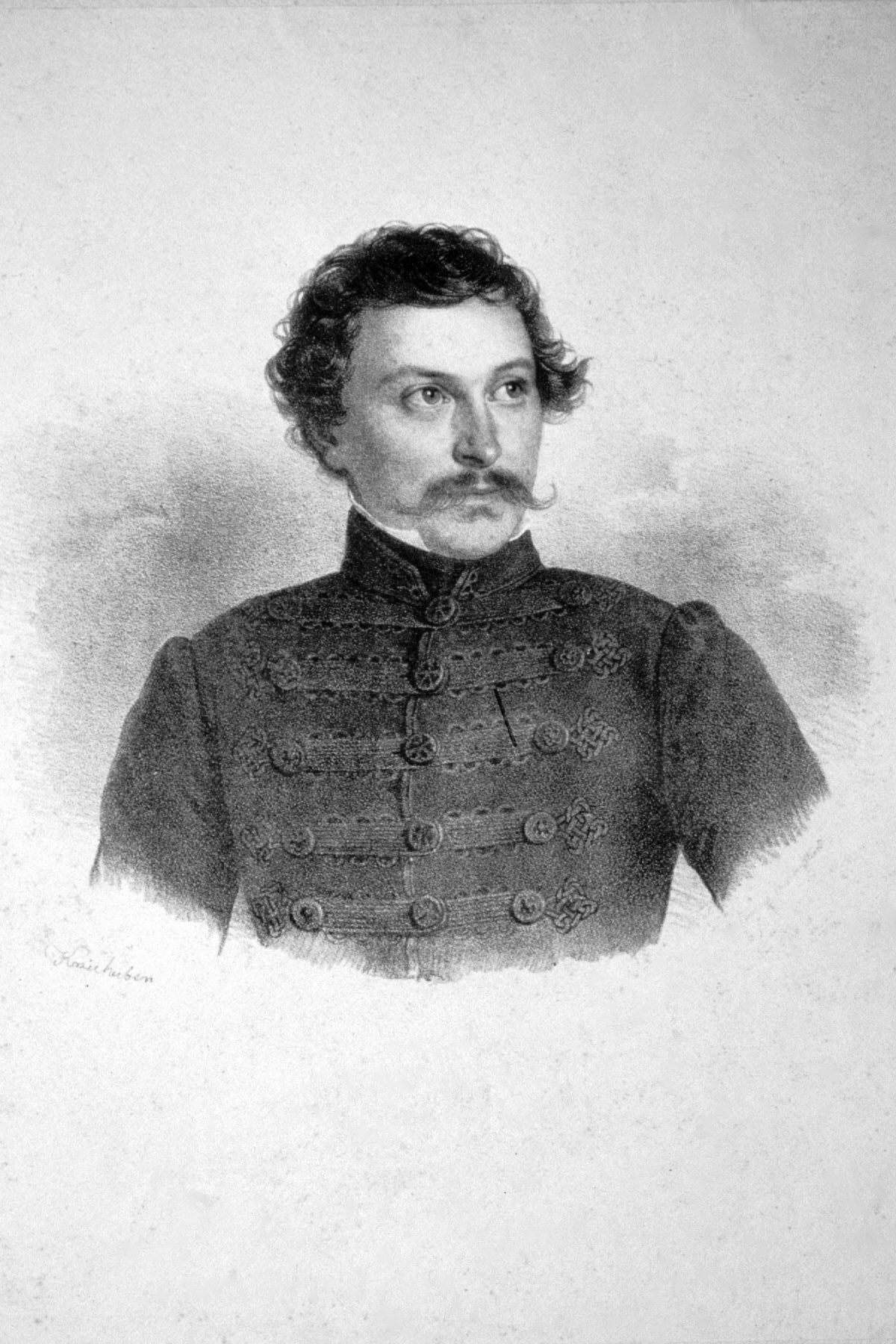
Deák Ferenc 1830 körül (Josef Kriehuber litográfiája)

Önzetlensége és következetes jelleme lefegyverezte a kétkedőket. Kizárólag rábeszélés, meggyőzés révén kívánt hatni, ebben pedig nemcsak a szó hatalmával rendelkezett, hanem mindenekelőtt a dolgok mélyére ható átlátó képességgel. Csak az igazságra törekedett és arra, hogyan teheti azt hazája számára is gyümölcsözővé. A vitában a közös kiindulópont megkeresésével, az abból fakadó következtetések levonásával azt akarta elérni, hogy a szemben álló fél is magáénak érezhesse álláspontját. Ez nemcsak harciasságot nélkülöző alkatából, hanem pontos helyzetfelismeréséből is fakadt: a kiváltságait, hatalmát, vagyonát féltő nemességet csak lépésről lépésre lehetett a reformok ügyének megnyerni.
„Ki őket íly módokkal szoktatja lassanként az egykor annyi rettegett új gondolathoz, sokat eszközölhet, ami előbb lehetetlennek látszott, mert az újsággal is megbarátkoznak idővel azok, kik egykor ellenzői valának, sőt végre azt hiszik, hogy ami javalltatik, az nem valóságos újítás, hanem okos és szükséges igazítás” – vallotta még 1832-ben egy Vörösmartynak írott levélben. Wesselényihez hasonlóan a rendi-sérelmi politika fogalom- és eszközrendszerét használva érvelt a liberális reformok mellett. Arról akarta meggyőzni követtársait, hogy a reformok elfogadásával nem gyengül, hanem erősödik az ország.
Igazi nagysága nem az országgyűlésen tűnt ki – bár ott is olyan ifjúi hévvel tudott elragadni, szigorú logikával meggyőzni, mint senki más –, hanem kedélyes beszélgetések közben pipázgatva, anekdotázva, amikor mint egyenlő szólt az egyenlőkkel. Nemcsak feltétlen önzetlensége és hazaszeretete biztosította számára az elismerést, hanem inkább a nagyravágyás és hiúság teljes hiánya is.
Személyisége nem hasonlított vezérre, sem diplomatára, sem íróra, fűtötte a haza szeretete, és saját felemelkedése és hatalmának kiterjesztése helyett úgy élt, hogy tisztán szellemének súlyával és erkölcsi felsősége által egy hosszú életen át vezére volt egy nagy pártnak és bölcse egy nemzetnek. 
Sok kincsekkel áldotta meg a természet hazánkat, de az irigy sors megtagadta tőlünk a legszebb áldását, a közértelmet és egyetértést – talán azért, hogy a magyar soha virágzó nagyságra ne emelkedhessék, soha igazán szabad és független ne lehessen.
Bármennyire a nyugat felé vonta őt politikai érzéke, egész egyéniségével tiszta képviselője maradt a régi nemesi világnak, és megmutatta, hogy a nemesség is képes a fejlődésre és a lelki felemelkedésre. Megvalósult, amit Széchenyi óhajtott: békés diktátora volt a nemzetnek. Az országgyűlésen alig merült fel kérdés, amit ne tisztázott volna szónoklatával, példájával és akaraterejével, vagy ne buzdította volna kitartásra a gyakran széthúzó és lankadozó ellenzéket a kormány esetleges törvénytelenségeivel, rosszakaratával és a főrendek huzavonájával szemben.
Szólt a hitbizományokról, a vallásos kérdésről, a szólásszabadságról, Erdélyről, a lengyel kérdésről, a király címéről (V. Ferdinánd). Legnagyobb odaadással és ékesszólással mégis a jobbágyság érdekeit védte az úrbéri törvények tárgyalásakor. Az országgyűlés eredményét követjelentésében azért nem tartotta elégségesnek, mert a magyar nyelv és a jobbágyság sorsának javítása körében oly kevés valósult meg abból, amit az ellenzék nemes önmegtagadással követelt. „Vérző szivvel szólunk azon urbéri javaslatok sorsáról, melyek a népnek jövendő morális emelkedését valának eszközlendők. Ez volt legszebb, legnemesebb föladata a törvényhozásnak, s fájdalom, éppen ebben történt majdnem legkevesebb, mert éppen ebben találánk mind a kormánynál, mind a főrendeknél legtöbb ellenszegülésre.” Amit a jobbágyság kérdésében el lehetett érni, az is Deák érdeme volt: az úriszék korlátozásáról szóló törvénycikk bevezetőjébe az ő jogászi bravúrja révén került be a jobbágyok személyi és vagyonbiztonságának elvét rögzítő passzus.
Wesselényit – a szatmári megyegyűlésen mondott beszéde, valamint az erdélyi országgyűlés naplójának engedély nélküli kinyomtatása miatt – a bécsi udvar hűtlenség és felségsértés vádjával perbe fogta. Deák Wesselényi – és egyben a szólásszabadság – védelmére kelt. Érvei a következők voltak:
- a köztanácskozásokon szabad a véleménynyilvánítás;
- az érvényes törvények szerint csak a tettleges ellenszegülés felségsértés, a hűtlenség vétkét szóval nem lehet elkövetni;
- a szólás és a gondolat szabadsága alapvető emberi jog;
- az uralkodó személye nem azonos a kormánnyal, a kormányt ért bírálat nem az uralkodót éri.

A Deák által megfogalmazott sérelmi feliratot a felsőtábla tizenhét alkalommal visszautasította, Wesselényit pedig perbe fogták.
Egyre növekvő jelentőségét mutatta, hogy a titkosrendőrség 1834-től megfigyelte. Ennek ellenére az országgyűlés 1836. május 2-i feloszlatása után részt vett a Törvényhatósági Tudósítások szerkesztésében, a lap Zala vármegyei levelezője lett. A Magyar Tudományos Akadémia 1837. november 23-án választotta tiszteleti tagjává.

### Az 1839–40-es országgyűléstől a szabadságharcig
Az igaz ügyért küzdeni még akkor is kötelesség, midőn már sikerhez nincsen remény

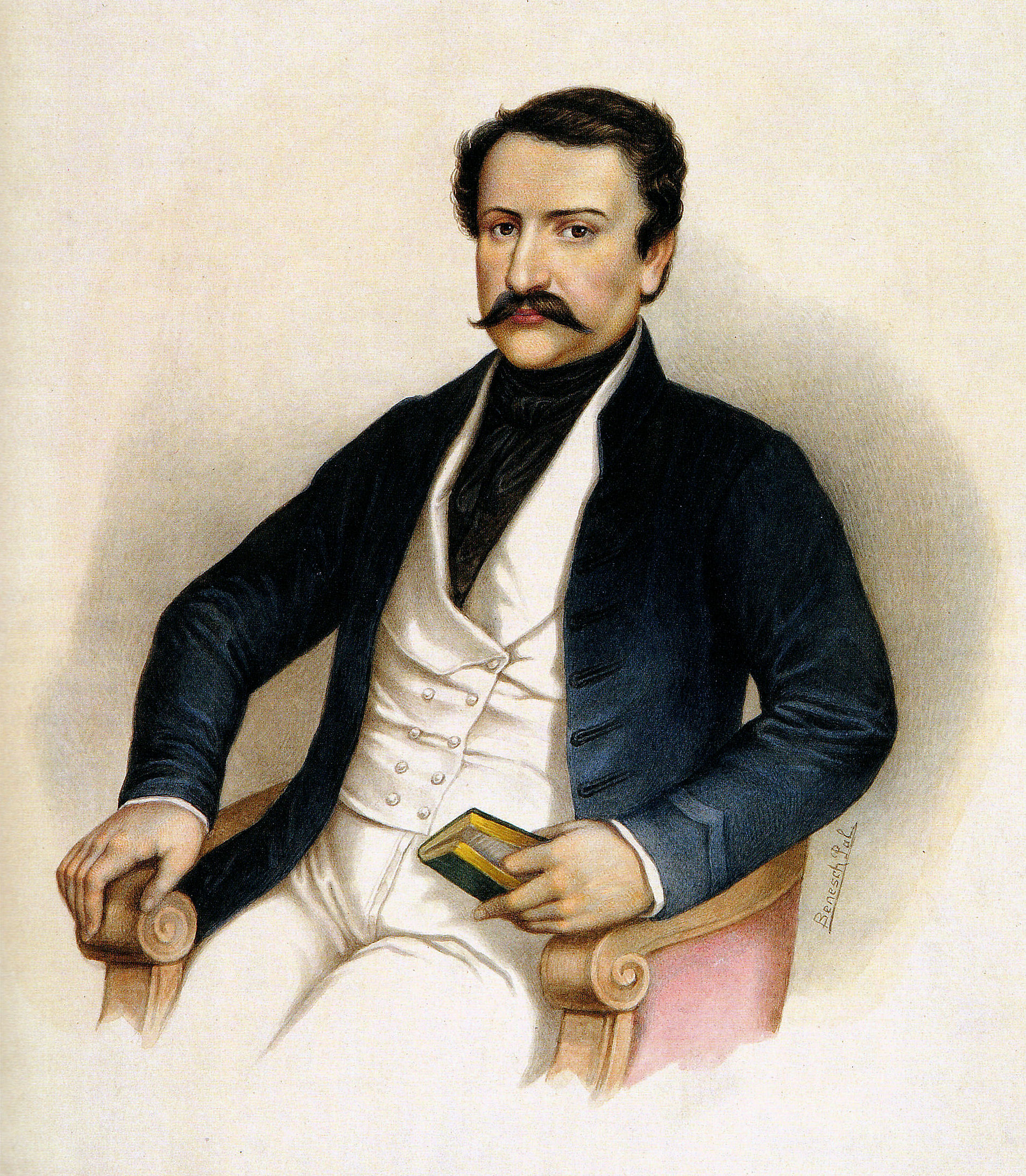
Deák 1840 körül (Benesch Pál festménye)

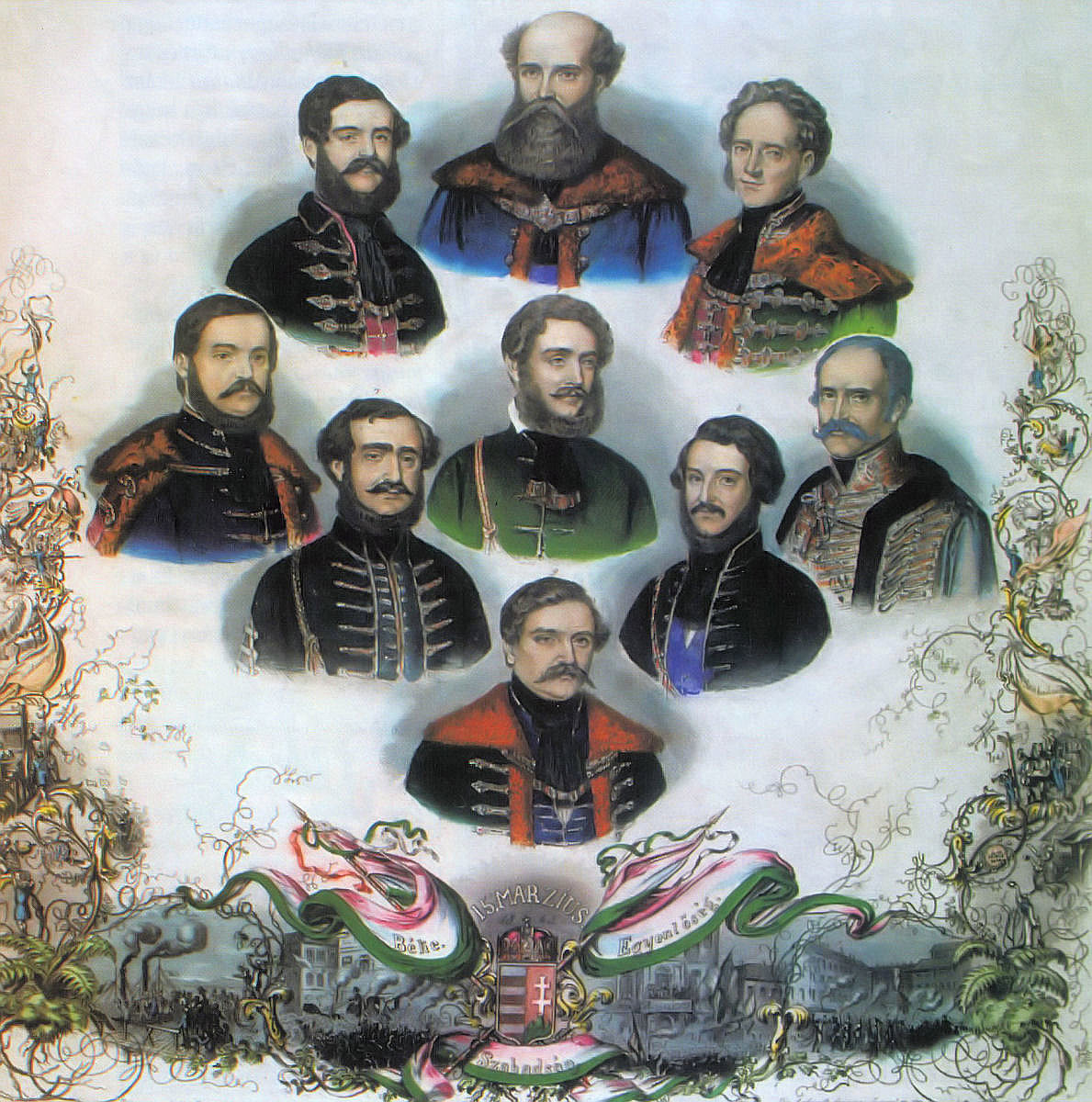
Deák az első felelős magyar kormány igazságügy-minisztere volt

Sokkal gyümölcsözőbb volt az 1839–40-es országgyűlés, amelyen Deák államférfiúi bölcsessége és önmérséklete a legszebb sikereket aratták. Az 1837-es reakció, a kormánynak a szólás- és sajtószabadsága ellen intézett támadásai, Wesselényi és Kossuth üldözése kötelességévé tették az ellenzéknek, hogy a kormány előterjesztéseit csak akkor tárgyalja és fogadja el, amikor a nemzet sérelmeinek orvoslása biztosítva van. Másrészt a kormánynak szüksége volt a haderő megszavazására, s kerülnie kellett mindent, ami tekintélyét Európa előtt gyengíthette volna. Deák volt az, aki e viszonyok közt létrehozta a megegyezést. A kormány szabadon bocsátotta a politikai foglyokat, megígérte az alkotmányos szabadság megtartását, és lényegében hozzájárult a nemzeti követelések teljesítéséhez, a diéta pedig megszavazta az adót és a katonaságot. „Félre minden irigységgel, hazám fiai, adjuk neki az elsőséget” – írta Széchenyi Deákról 1840. április 30-án.
Az országgyűlésen tartott beszédei közül különösen az 1839. augusztus 14-i magaslik ki. A nemzetnek a főrendekhez és a koronához fűződő viszonyát fejtegette, egyaránt hatva az észre és az érzelemre. Mint a nemzeti jogok apologétája, mint azon igazság hirdetője, hogy a király és nemzet közti bizalom csak a jogok kölcsönös tiszteletén alapulhat, méltó elődje e beszéd az 1861-es feliratnak. Az országgyűlés után a büntető törvénykönyv szerkesztésének szentelte magát. A javaslaton, amit Deák-féle btk-nak is szokás nevezni, meglátszott szellemének a hatása. Elvi ellensége volt a halálbüntetésnek, és a felekezetek közötti vegyes házasságok kérdésében mutatott új irányt a közvéleménynek. Zala vármegye híres feliratát e tárgyban ő fogalmazta meg. Amikor az ellenzék a nemesség adózását, a közteherviselést írta zászlajára, forintosházi Forintos György (1792–1857) zalai volt főszolgabíró, veszprémi püspök anyagi támogatásával sikerült a helyi kisnemesség támogatását megnyerni – többek között nagy sümegi lakodalmakkal –, és megdöntötte a zalai közgyűlésen az adózás elvét. Bár Deákot akkor is – akarata ellenére, közfelkiáltással – megválasztották követnek, a vérrel szerzett mandátumot  visszautasította, és más vármegye követségét sem vállalta el. Zala így követ nélkül maradt, hiszen akárkit jelöltek vagy választottak meg, az azonnal lemondott.
Az 1843–44. évi országgyűlésen nagyon is érezhető volt a távolléte. Az ellenzék, többsége dacára, a legfontosabb kérdést, az adózást nem volt képes keresztülvinni. Az országgyűlés után a Védegylet felállítása, majd az adminisztrátori rendszer foglalkoztatta a kedélyeket. Deák a Védegylet elvével nem értett egészen egyet, de mivel a mozgalmat már megindították, nem akart elszakadni Kossuthtól, akivel akkoriban igen bensőséges viszonyban volt, és 1845. február 9-én Szentgróton (Zalaszentgrót) tartott beszédében felhívta a figyelmet a magyar ipar támogatására. Ettől még Széchenyi István támadása sem térítette el.
Akkoriban gyakran betegeskedett, de azért mégis ő vezette a vármegyét az adminisztrátori és a horvát sérelem tárgyalásakor. Az országos ellenzéket egyesítő, az azt felbomlással fenyegető belső viszályt elsimító 1847-es programnak is ő volt az összeállítója.
Az 1847–48-as országgyűlésre ismét nem vállalt követséget. A minisztérium alakításakor Batthyány azonnal felterjesztette őt igazságügy-miniszternek, és Deák ekkor már elvállalta a képviselőséget. Pozsonyba sietett, és így még részt vehetett a nagy fontosságú törvények megvitatásában. Mint miniszter nemcsak tárcája körében dolgozott az egész magyar igazságügy korszerű átalakítását készítve elő, hanem az általános politikai kérdések eldöntésébe is belefolyt. A legsúlyosabb viszonyok közt is ragaszkodott a törvényességhez, visszautasítva a bécsi minisztérium követeléseit, de Kossuthtal szemben mindig a mérséklet és lojalitás politikáját pártolta, Batthyányval és Eötvös Józseffel egyetértésben.

### A szabadságharctól a kiegyezésig

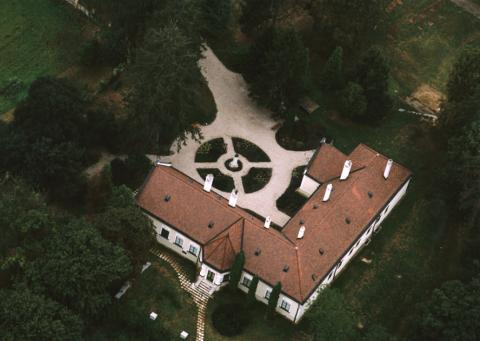
A kehidakustányi Deák-kúria a levegőből

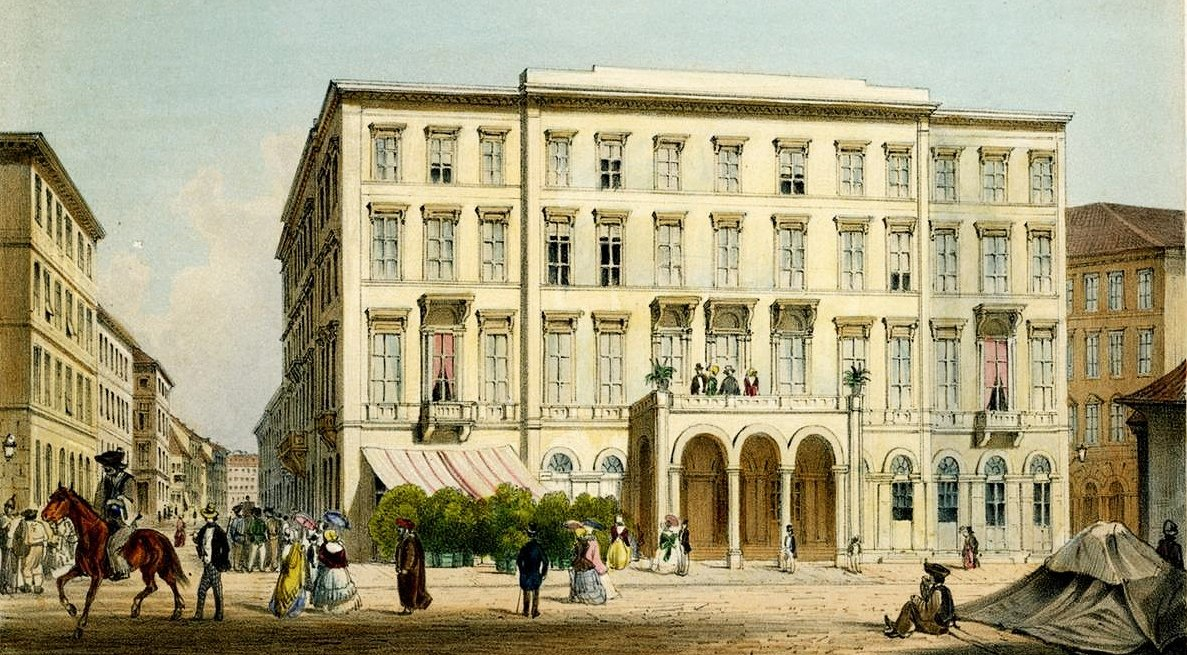
Szálloda az Angol Királynőhöz (Vigadó tér), Deák ennek 71–72-es szobájában lakott 1854 és 1875 között

Amikor a magyar nemzet viszonya a koronához egyre zavarosabbá vált, többször is járt a királyi udvarban Bécsben, hogy megegyezés születhessen, de célját nem érte el: a politikai megoldás helyett a katonáké lett a főszerep. Az 1848-as választásokon a sümegi kerületben indult, ahol képviselővé választották.
A Jelasics vezette horvát támadáskor a bécsi kormány rosszakarata is nyilvánvalóvá vált, és mivel a király sem ellenezte ezt, így nem tehetett mást: Batthyányval együtt lemondott, de az országgyűlésnek továbbra is tagja maradt. Ő formálta meg a képviselőház határozatát az osztrák minisztérium leiratára, amiben az 1848-as törvények megváltoztatását követelte. Kijelentette, hogy a ház „a birodalom és Magyarország között létezhető érdektalálkozások kiegyenlítése fölött mindaddig sikeresen nem tanácskozhat, amíg a hazában levő ellenség Ő felsége által el nem távolíttatván, a tanácskozási teljes szabadság helyre nem állíttatik”, s addig is meghagyja a minisztériumnak: egy hajszálnyit se térjen el a szentesített törvényektől.
Amikor Windisch-Grätz az 1848. év végén Pest-Buda felé közeledett, az országgyűlés békéltető küldöttséget küldött hozzá, ennek Deák is tagja volt. Elfogadta e veszélyes megbízatást, bár sikert nem remélt. A küldöttség visszautasítása után Deák visszament Pestre, onnan pedig Kehidára a birtokára. Többször is elindult Debrecen felé, de az osztrák katonaság mindig megakadályozta tervének végrehajtását.
A szabadságharc után őt is hadbíróság elé idézték, de büntetés nélkül szabadon bocsátották. Az elnyomatás éveit teljes nyugalomban tölthette. Visszautasította Anton von Schmerling felszólítását, hogy az igazságügyi reformok tárgyalásában vegyen részt, de éppoly kevéssé vett részt az akkori időben annyira elterjedt, titkos forradalmi mozgalmakban is.
1852-ben szétosztották a Deák család birtokait a testvérek között: Deák Klára kapta Söjtört, Deák Ferenc és Deák Jozefa Kehidát és Koppányt. Deák saját birtokát már abban az évben megpróbálta eladni, akkor azonban még nem talált rá vevőt. Hamarosan rövid tárgyalás után megállapodás jött létre Deák Ferenc és gróf Széchenyi Istvánné gróf Seilern Crescence (1799–1875) között, aki fia, gróf Széchenyi Ödön számára, vásárolta meg Deák Ferenc 1872 kataszteri holdas kehidai birtokát 1854. július 28-án.
Ezután ideje legnagyobb részét Pesten töltötte, és kis lakosztálya az Angol Királynő Szállóban találkozóhelye lett a hazafiaknak, akik e szomorú időben Deák bölcsességétől vártak útmutatást. A 71-es és 72-es szobában lakott és egyébként semmilyen cime, hivatala vagy rangja sem volt. Nem volt szokványos szállóvendég sem, mert az egyik szoba sarkában gyalupadot tartott, ahol rendszeresen barkácsolt, például maga készítette a pipáit és a sétapálcafejeit. Pestre költözését az tette lehetővé, hogy családja Széchenyi Ödön számára megvette tőle a kehidai birtok rá eső részét, ezzel megszabadult adósságaitól és a gazdálkodás további terhétől, ami egyébként sem volt az erőssége. Széchenyi István 600 birodalmi forintnyi évjáradékot ajánlott fel neki, „ami bőségesen fedezte élete végéig a költségeit.” Életjáradéka évi 3000 ezüst forintot tett ki, amihez hozzájött még időnként a képviselői tiszteletdíja is. Ez akkoriban olyan összeg volt, amiből gondtalanul élhetett és utazhatott. 1855. április 19-én a Magyar Tudományos Akadémia igazgató tagjává nevezték ki.
Nővére 1853. októberi halála után egészsége 1868/69-ben kezdődő hanyatlásáig a húsvétot, a pünkösdöt és a szüretet magába foglaló 4-6 hetet Jozefa leányánál, a paksi Szeniczey-kúria vendégeként töltött, ahol annak kedves gyermekei tették derűssé idősödő napjait.

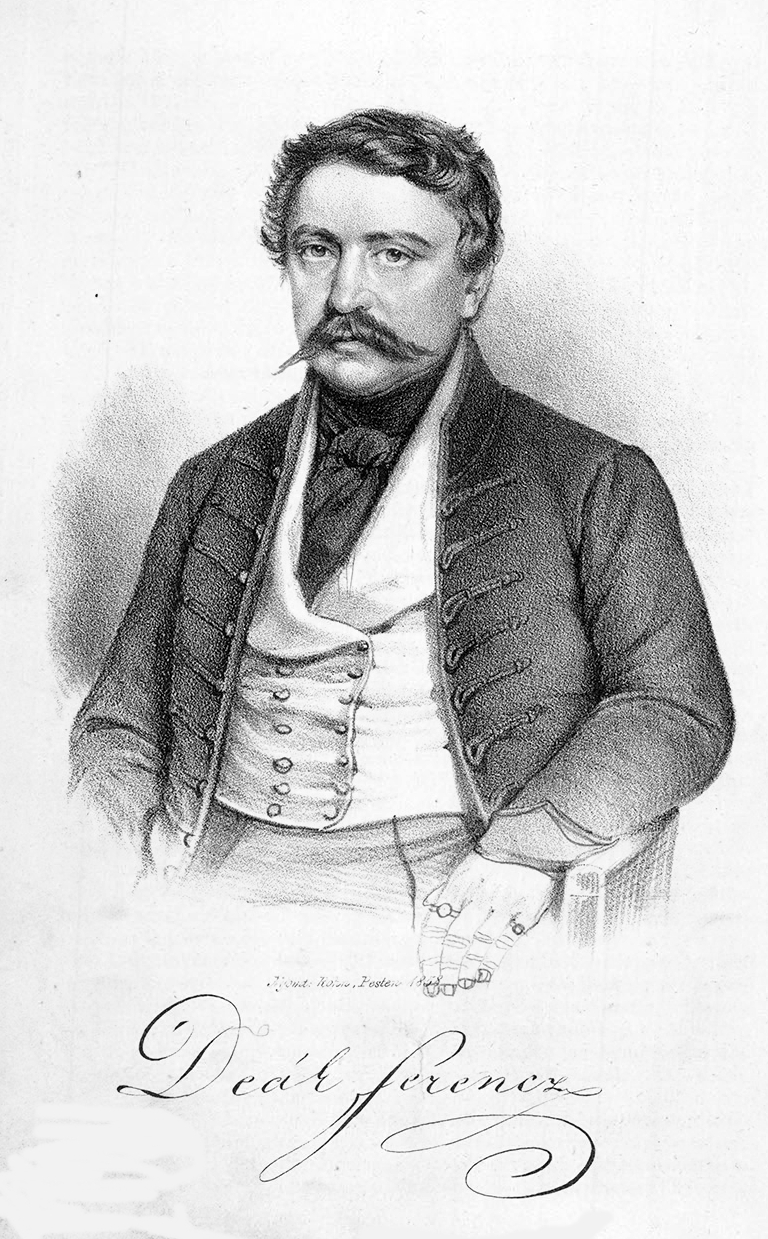
Deák Ferenc (1858)

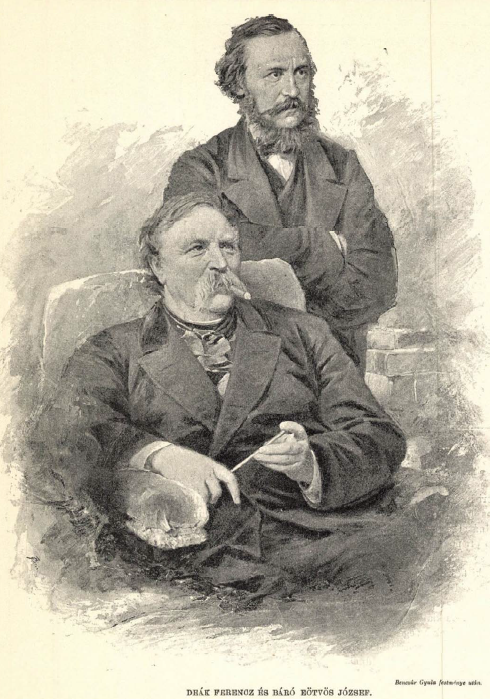
Deák Ferenc és báró Eötvös József

A Bach-korszakban a passzív ellenállás (a közügyektől való elzárkózás) vezéralakja volt. A háttérbe húzódva is felhasznált azonban minden alkalmat a nemzet erkölcsi erejének és reményének táplálására. Ő szólította fel a nemzetet közadakozásra, amikor Vörösmarty meghalt, és a nagy költő árváit maga a nemzet vette gondoskodása alá. Ő szerkesztette 1858-ban az Akadémia igazgatótanácsának folyamodványát az uralkodóhoz, amelyben a magyar nyelv és tudományosság ezen azilumának fennmaradását védte a kormány beavatkozása ellen. Bízott abban, hogy amint az a történelem folyamán többször is megesett, az osztrák kormány gyengesége és hibái miatt csakhamar vissza fogják szerezni Magyarország önrendelkezési jogát. Veszélyesnek vélt minden fegyveres ellenállást, mert nem tartotta ahhoz elég erősnek nemzetét, de jogairól nem mondott le soha, és mint a jogfolytonosság tántoríthatatlan híve, a jövő alakulását csak az 1848-as törvényes alap elismerése után tartotta lehetőnek. Elvei egyaránt eltértek Kossuth híveiétől, akik csak újabb, a külföld által támogatott és így szerencsésebb háborútól várták az üdvöt, és Széchenyiétől, aki a lemondásnak lett az apostola, és aki szerint Deák még mindig az egerszegi megyeház ablakából nézi a világot.
Az 1859-ben kitört szárd–francia–osztrák háború meggyőzte az uralkodót Magyarország kibékítésének szükségességéről. Egy éven át tartottak az alkudozások, amelyek alatt azonban a bécsi kormány kizárólag a magyar konzervatívok, nem pedig Deák tanácsait követte. Az 1860-as októberi diploma körülbelül az 1847-es vagy a Mária Terézia-korabeli állapotot állította helyre. Ez nem felelt meg a jogfolytonosságnak, és Deák nem is fogadta el a neki felajánlott országbírói méltóságot, de mivel a császári szándék mégis teret engedett a magyar nemzetnek alkotmányos tevékenységre, még óvatos volt, és őrizkedett attól, hogy bármilyen előzetes nyilatkozattal esetleg elejét vegye a nemzet szabad állásfoglalásának.
Az esztergomi értekezlettől távol maradt, bár 1860 végén az uralkodó kívánságára mégiscsak Bécsbe ment, hogy elmondja, milyen a közvélemény Magyarországon. Az országbírói értekezleten részt vett, és itt amellett küzdött, hogy az önkény szabta rendeletek helyett a régi törvényeket állítsák vissza, de ennek megvalósításánál az legyen a főszabály, hogy a magánjogviszonyokat ne zavarják meg.
Ezalatt az egész országban megélénkült a politikai élet. Kitűnt, hogy a Konzervatív Pártot a nemzet nagy része nem támogatja. A Pesti Napló, Kemény Zsigmond lapja, mindjárt a diploma kibocsátása után a 48-as törvények visszaállítását tűzte ki jelszóul, a megyék némelyikében pedig forradalmi beszédek hallatszottak, és az ország közvéleménye majdnem kizárólag az emigráció befolyása alá került. A választásokon is az a párt kapott többséget, amelyik még csak feliratot sem akart intézni az uralkodóhoz a jogok visszaállítása végett, hanem egyszerűen csak határozatban akart nyilatkozni, és ország-világ előtt a nemzet jogait deklarálni. Az 1861. február 20-i pátens az összbirodalom eszméjének volt következménye, és Schmerling, akinek centralisztikus és németesítő elvei ismeretesek voltak, kormányra jutása még jobban igazolták a gyanút és elkeseredést. Deák ekkor már Pest belvárosának követe volt, és egész tekintélyével a felirat mellett nyilatkozott. Felirati beszéde és javaslata 1861. május 13-án az egyik legnagyobb alkotása volt. De bármilyen mérsékeltnek, sőt engedékenynek tartották Deákot az országban, Schmerling a feliratot elfogadhatatlannak találta, és az ország jogaira sérelmes királyi leiratot vitt keresztül július 21-én.
Erre augusztus 8-án új felirattal válaszolt Deák, melyet most már az országgyűlés egyhangúlag fogadott el. Tisza Kálmán, a Határozati Párt vezére kijelentette, hogy a feliratban „erős meggyőződését, legszentebb elveit, egészen lelkének titkos sejtelméig találja kifejezve”. Maga Kossuth, aki pedig politikájának kudarcát látta abban, ha a nemzet törvényes ellenállásra szorítkozik, e szavakkal méltatta Deák érdemeit: „Deák mint a törvényesség embere a nemzet jogait törvényes téren férfiasan megvédette. Ha ezután törésre kerül a dolog, Isten, világ s a történelem előtt csakis az osztrák házra hárulhatand a felelősség.” De nemcsak a nemzet ünnepelte nagy fiát; az egyszerű képviselő mint a nemzet élő lelkiismerete, mint a jog képviselője mind az elnyomással, mind a forradalommal szemben helyet foglalt Európa nagy férfiai között. Az európai közvélemény azonosította Deákot Magyarországgal, és a magyar nemzet iránti rokonszenv is fokozódott. A második feliratot nyomban követte augusztus 22-én az országgyűlés feloszlatása, ezt pedig újabb provizórium, s az alkotmányos jogok felfüggesztése. Mint Deák előre látta, Schmerling provizóriuma a minisztérium minden szabadelvű frázisa ellenére nemsokára lejárta magát. A konzervatívok nagy része, köztük Apponyi György is közeledett Deákhoz. Az uralkodó mind jobban meggyőződött a kiegyezés szükségességéről, és kész volt megtenni az első lépést, ha azt lent viszont a második és harmadik követné.

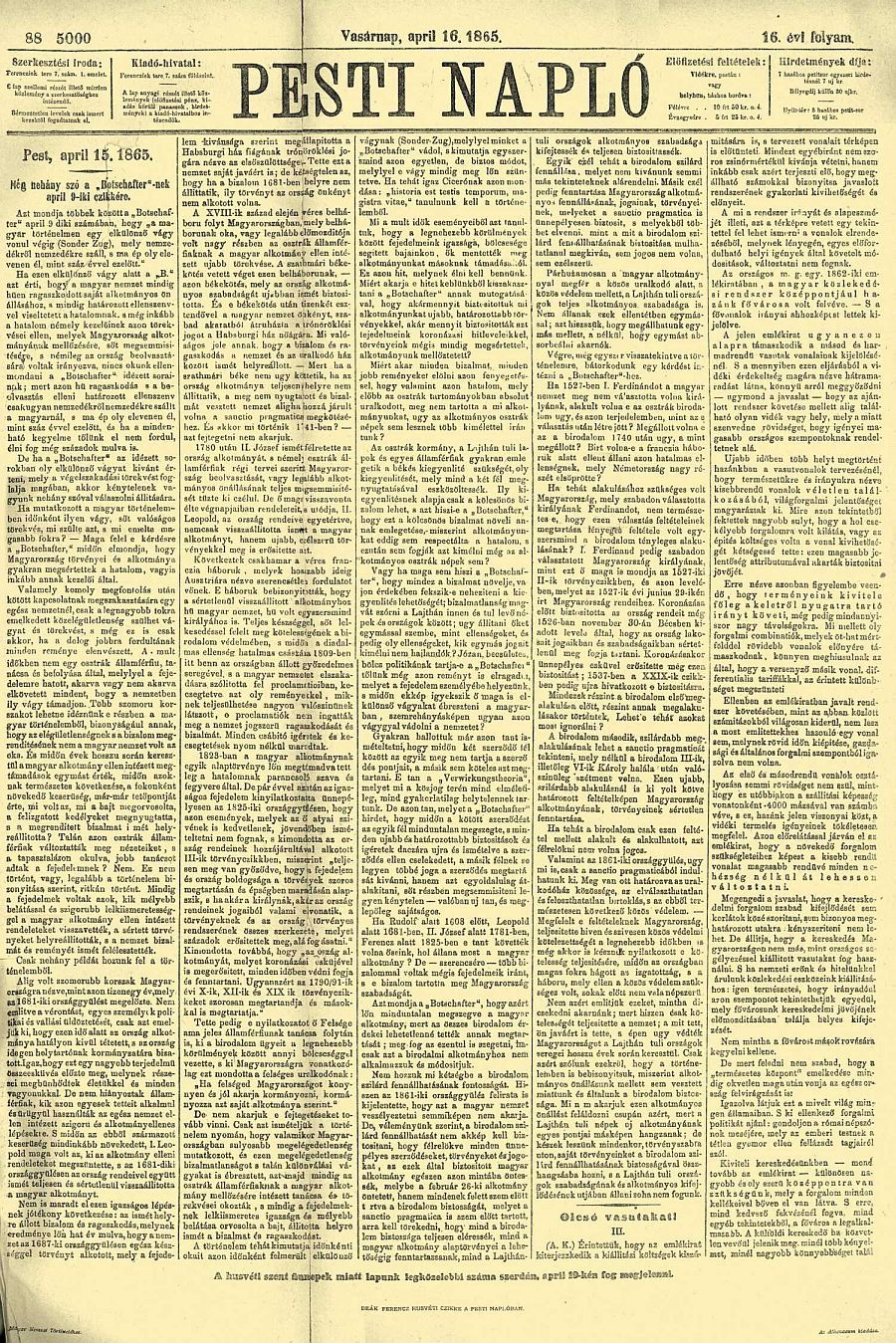
Deák húsvéti cikke a Pesti Napló 1865. április 16-i számából

Deák, miután Anton von Schmerling iskolájának közjogi tévedéseit önálló művében meggyőzően megcáfolta, 1865. április 16-án a Pesti Naplóban megjelent híres „húsvéti cikkével” a kiegyezéshez vezető új irányt mutatott a birodalmi politikának. Azt a tételt fejtegette, hogy amikor az uralkodó tanácsosai elnyomni igyekeztek Magyarországot, mindig őfelsége maga állította ismét helyre az alkotmányt. A magyar nemzetben tehát nem szűnt meg teljesen a bizalom a császár igazságossága iránt.
A felajánlásra a Schmerling-kormány elbocsátása, a februári alkotmány felfüggesztése és a magyar koronázó országgyűlés egybehívása volt a méltó válasz. Ennek az országgyűlésnek Deák volt a legnagyobb tekintélyű vezére. Vezetése alatt egy ideig összeolvadtak a régi felirati és határozati pártok (lásd Deák-párt). Most is ő készítette a válaszfeliratot a trónbeszédre, s amikor arra nem érkezett kielégítő királyi leirat, a másodikat is. A lényeges fordulat abban állt, hogy az uralkodó elismerte kiinduló pontnak a pragmatica sanctiót, és Deák még a leirat előtt hozzájárult országgyűlési bizottság kiküldéséhez a közös viszonyok tárgyalására.
Most már az uralkodó komoly, alkotmányos szándékában nem lehetett kételkedni, és Deák megkezdte az alkut, még mielőtt a magyar alkotmány teljesen el lett volna ismerve és helyreállítva. A 67-es bizottságban is ő adott a többségnek iránymutatást. A kiindulási alap a pragmatica sanctio volt. Ebből vezette le a külügy és hadügy közösségét, míg minden egyébben fenntartotta Magyarország teljes függetlenségét.
A 15-ös albizottság befejezte munkálatait, amikor az 1866 nyarán kitört porosz–osztrák–olasz háború kétségessé tett mindent. Ismét felütötte fejét a forradalom lehetősége. A königgrätzi csata kimutatta a Magyarországon is uralkodni akaró osztrák hatalmi körök gyengeségét, és elkerülhetetlenné vált, hogy a Monarchia fennmaradása érdekében ki kell békülniük a magyarokkal.
E kedvező helyzetet sokan nagyobb engedmények elérésére kívánták volna felhasználni, de Deák most is hű maradt magához és a törvényesség elvéhez. Július 18-án az uralkodóhoz hívatták Bécsbe, akinek előadta a magyar minisztérium (kormány) megalakításának szükségességét. Maga nem akart részt venni benne, miniszterelnökül az osztrákok által korábban halálraítélt és jelképesen (in effigie) felakasztott gróf Andrássy Gyulát ajánlotta.

### A kiegyezéstől haláláig

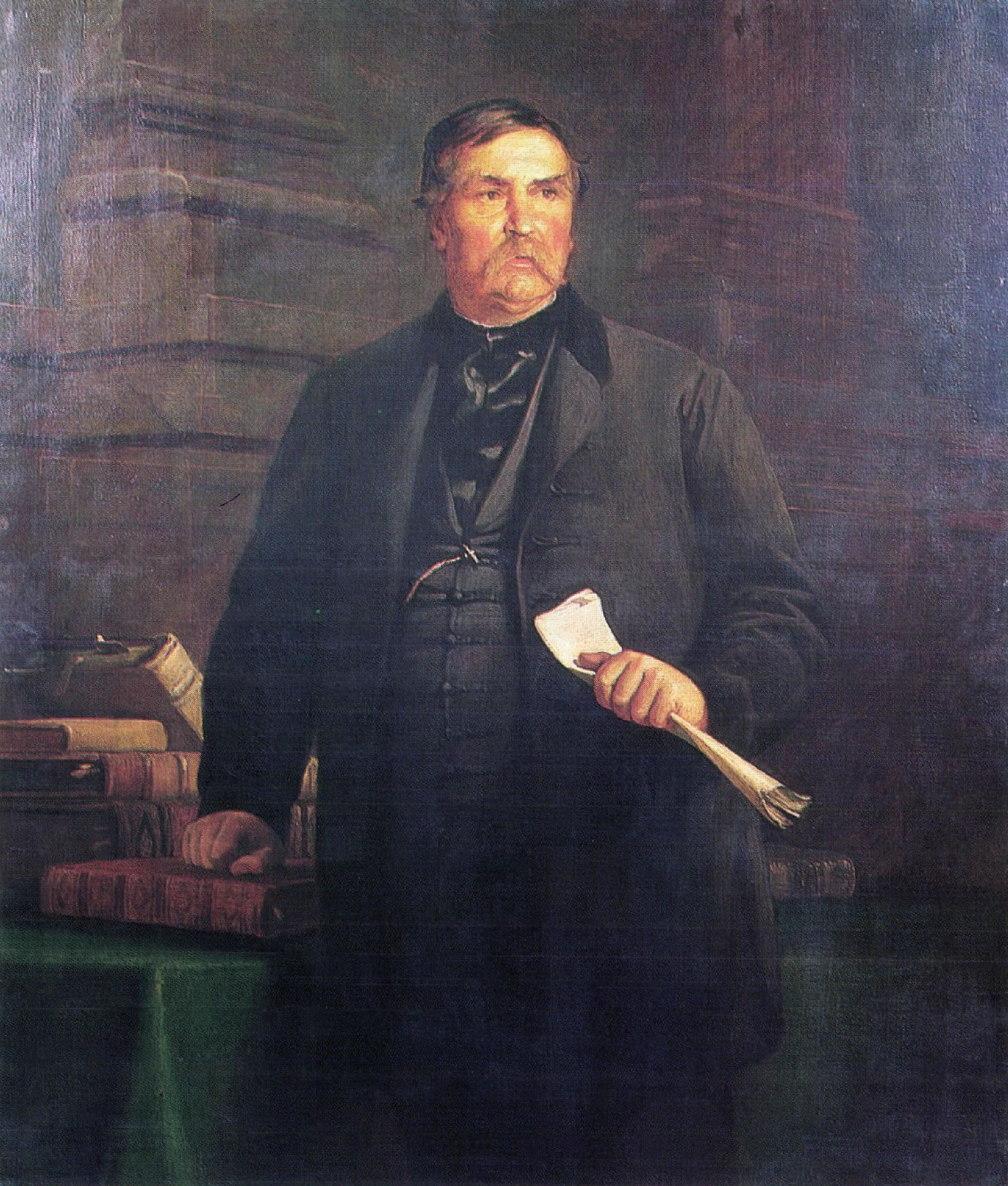
Székely Bertalan: Deák Ferenc portréja (1869)

1865 és 1867 között nyaranta sógorának, és egyben hű barátjának, nyirlaki Tarányi-Oszterhuber Józsefnek a pusztaszentlászlói kúriájában dolgoztak Deák Ferenc és társai a kiegyezés előkészítésén. Csány László vértanú halála után Zalában, Deák egyik legfontosabb támogatója és egyben barátja Tarányi-Oszterhueber József mellett lovászi és szentmargitai Sümeghy Ferenc (1819–1869) jogász, politikus, söjtöri földbirtokos volt, akit 1861-ben, majd 1865-ben országgyűlési képviselővé választottak a Felirati-, majd a Deák-Párt programjával. A Porosz–osztrák–olasz háború veszteség után a császár 1866. november 17-ére újra összehívta a magyar országgyűlést, és minden nehézség elhárítása után, amiben az uralkodó mellett Deákot illette a legfőbb érdem, 1867. február 17-én kinevezte a felelős magyar kormányt. Még igen erős parlamentáris küzdelemre volt azonban szükség, amiben ő az új kiegyezési törvényeket (1867. XII. t. c.) megvédte, mind a Kossuth után induló szélsőbal, mind a Tisza Kálmán és Ghyczy Kálmán által vezetett, az ő pártjától már teljesen elvált balközép ellenében is védelmezte. Deák olyan jellegű hatalmat gyakorolt, mint amit korábban a régi törvények a nádorra ruháztak: közbenjáró volt király és a nemzet között.
Az országgyűlés kívánsága az volt, hogy Deák, mint a régi nádorok, segédkezzen a koronázás ünnepélyes aktusánál, ám Deák ezt is visszautasította, mint minden más jutalmat és kitüntetést. Neki „egy kézszorításnál többet még királya sem adhatott”. Jutalmát hazája jövőjének és békéjének biztosításában, a király és a nemzet közötti bizalom helyreállításában nyerte el. E tudat talán szolgáltatott neki kárpótlást erősen megrendült népszerűségéért. Mert kétségtelenül a magyarság igen jelentékeny része a nemzet jogairól való lemondásnak tekintette a kiegyezést, és bár személyes jelleméhez a legkisebb gyanú sem fért, mégis voltak olyanok, akik jogfeladással vádolták meg.
Ebben az irányban hatott Kossuth Lajos 1867. május 22-i levele, ezzel a retorikával lépett fel a balközép is, különösen az 1869-es választások alkalmával. A kiegyezési törvények ellen fellépő ellenkezéseket csak Deák személyes tekintélye tudta letörni. A kiegyezés megalkotása az ő államférfiúi pályájának tetőpontja volt. Az „öregúr” nem vett részt a kormányban, de mint pártvezér nagy hatalmat gyakorolt. A közjog nagy kérdéseinek elintézése után az állam szabadelvű berendezése feküdt leginkább szívén. Egyike volt azon ritka szerencsés politikusoknak, akik még öregségükben sem mondtak le ifjúkori ideáljaikról, akiknek egész élete a haladás szolgálatában állt. Az ellenzéknek a közjogi alap ellen szünet nélkül intézett erős támadásai, amik miatt az Andrássy-kormány nem szentelhette egész figyelmét és erejét az ország pénzügyi helyzete javításának, a pártjában mutatkozó bomlás, az anyagi és személyes érdekek előtérbe helyezése, a kormányok gyors változása nagyon elkedvetlenítették.
Betegsége és a kor is mindinkább erőt vett rajta, de szellemének magas röpte ugyanaz maradt. A pápai csalatkozhatatlanság kimondása után ismét felmerülő egyházpolitikai kérdésben, 1873. június 28-i beszédében mondta el, egész váratlanul, politikai végrendeletét. A lelkiismereti szabadságnak és a jognak éppoly mély tisztelete, a nemzet egyesítése iránt éppoly hő vágy szólt e beszédből, mint azokból, amelyeket negyven évvel azelőtt tartott a pozsonyi országgyűlésen. A szabad egyházat – szabad államban elvét tűzte ki a fejlődés céljául, nemcsak elméletileg, hanem a hazai viszonyok teljes ismerete alapján, megjelölve az oda vezető út egyes állomásait.
Öregkorában sok örömet szerzett neki Vörösmarty árvája, Ilona, akit ő nevelt fel. Szívbetegsége mindjobban erősödött, már a nyarakat is kénytelen volt Pesten tölteni. Megérte még a fúziót, a balközépnek a kiegyezés alapján állását, de egyúttal pártjának megszűnését is.

### Halála és temetése
Építsük tovább Deák Ferenc emlékét – a boldog és erős Magyarországot.

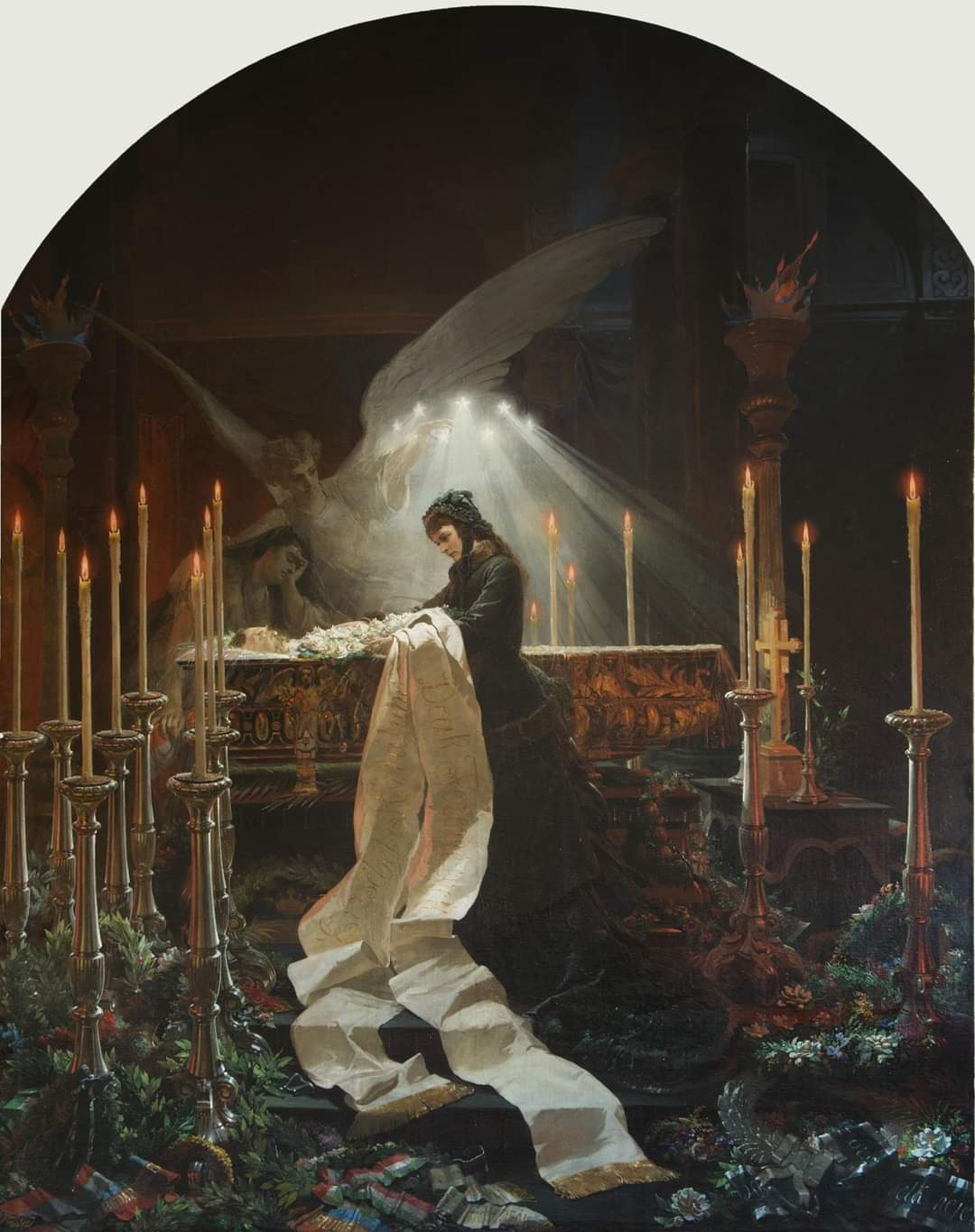
Erzsébet királyné Deák Ferenc ravatalánál (Zichy Mihály festménye)

Élete 73. évében, hosszú szenvedés után, 1876. január 28-án, éjjeli 11 órakor halt meg szívinfarktus következtében. A nemzet gyásza impozáns módon nyilvánult meg, a törvényhozás mindkét háza január 29-i ülésén Deákot a nemzet halottjának nyilvánította, és az országos gyászhoz Ferenc József király január 30-án külön kéziratban csatlakozott. A főváros gyászpompát öltött; január 31-én a halottat a Magyar Tudományos Akadémia palotájának oszlopcsarnokába szállították, és itt tették ravatalra. A király és királyné elküldték koszorúikat. Erzsébet királyné maga is megjelent a nemzet halottjának ravatalánál, és e jelenetet Zichy Mihály nagy festményen örökítette meg.
Temetése királyi pompával ment végbe február 3-án délelőtt 11 órakor, sok száz küldöttség és a nemzet általános részvéte mellett. Holttestét a Kerepesi úti temetőben, később külön e célra a nemzet költségén épült mauzóleumban helyezték el.

## Szellemisége és jelleme
A kiegyezést követően olyan nagy politikai tekintélyt szerzett, hogy szinte korlátlan bizalmat élvezett pártállás nélkül az Országház többségében és az abból alakult kormányoknál is. A Corpus Juris Hungarici előtte üres lap volt, amelyre ő tetszése és jó belátása szerint írhatott volna bármit. Deák Ferencet ide felkészültsége, tudása és erkölcsi tisztessége emelte. A 19. századi magyar történelem legnagyobb alakjai közé tartozik.
A nemzet életét meghatározó kérdésekben állásfoglalásaival és véleményével döntő mértékben befolyásolta Magyarország további sorsát. Szelleme és jelleme megkérdőjelezhetetlen, de személyisége mégis több olyan elemet is tartalmaz, amelyek ellenpólust képviselhetnek megítélésében. Ide sorolható a nőkkel folytatott kapcsolatai, az időszakosan megjelenő passzivitása, a sokszor már túlzottan is mérsékelt viselkedése és legendás kényelemszeretete. Mindazonáltal a „deáki magatartásforma” beépült a magyar köztudatba, a passzív ellenállás különböző formái időnként újra előtérbe kerülnek, egyes szerzők (Babits Mihály, Szekfű Gyula, Németh László, Bibó István) ezt magyar nemzetjellemtani sajátosságnak nevezték. Különösen igaz volt ez az 1956-os forradalom leverése utáni időszakra (1956–1989).

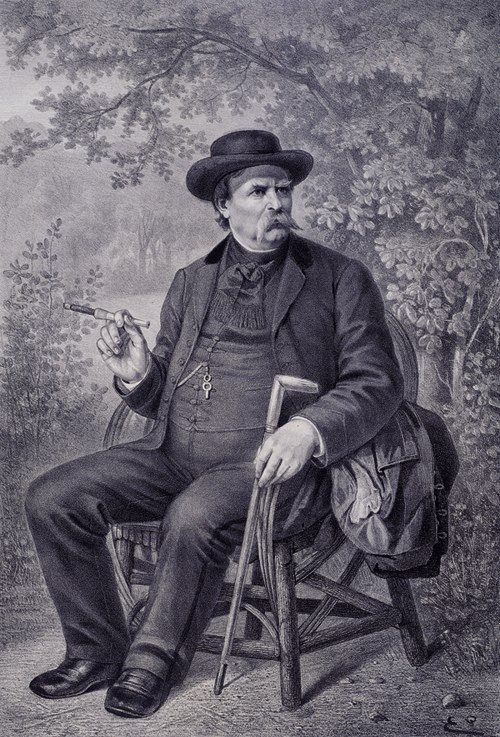
Szivarozó Deák Ferenc a kiegyezés környékén

Árva gyerekként rajongó szeretettel kötődött testvéreihez, ezt erősítette talán későbbi agglegény volta is. Már fiatalon is testes és nehézkes fiú volt. Saját véleménye szerint „a szenvedély nálam az, amit úri társaságban kényelmességnek neveznek, amit a keresztyén Anyaszentegyház a hét főbűnök közé sorolt, aminek valóságos magyar neve: restség”.
Eötvös Károlynak Szentgyörgyi Horváth József (balatonfüredi földesúr, honvédezredes) 1825-ös találkozásukra emlékezve így írta le az ifjú Deákot: „Nagy fejű, barna képű, szótlan gyerek volt. […] Sohasem pödörte ki a bajuszát. Emiatt sokat évődtünk vele. A mi bajuszunk úgy állt, mint a kecske szarva, ő meg lógni hagyta a magáét. Nagyon szeretett követ ugráltatni a vízen. Mikor mi ebéd után iddogáltunk, ő kiment a lóúsztatóhoz, sima és lapos kövecskéket keresett, s azokat ugráltatta. A mi kövünk alig ugrott egyet-kettőt, az övé tízet is. Nagyon erős, vaskos fiú volt, akkortájt lett ügyvéd, de pörökkel nem vesződött.”
Kitűnt nagy testi erejével, például a pozsonyi országgyűlésen rendezett erőpróbán csak Wesselényi Miklós báró volt nála erősebb.
Jelleméhez tartozik, hogy írása nehézkes és rendetlen volt, amit azonban kivételes emlékezőképessége ellensúlyozott. Jó humorú társalgó, ízes adomáit, történeteit kiválóan adta elő, nevetésre fakasztva hallgatóságát. A reformkor több nagy alakjához képest nem volt világlátott ember, de szűk látókörű sem, hiszen olvasmányélményei révén ismerkedett meg a tágabb világgal. Latinul és németül is tudott. Ritkán nevetett hangosan, Pulszky Ferenc így emlékezett a Deákkal való első találkozásra: „…hidegnek találtam, láttam ugyan, hogy ő az ellenzék feje, de Kölcsey volt annak a szíve”.
Eötvös szerint „Deák pesti tartózkodásai alkalmával naponta öt forintot osztogatott szét a város koldusai közt, az egyforintos bankjegyeket sétái előtt zsebébe hajtogatta. Nem fogaton, hanem a korabeli közösségi közlekedési eszközzel, omnibusszal utazott a városban.”

### A nőkhöz fűződő kapcsolata
Születésekor veszítette el édesanyját, így a nőkhöz fűződő kapcsolatában már az indulás sem volt zökkenőmentes. Fiatal korában nővéréhez kötődött, és Klára mellett Antal bátyja is tevékenyen részt vett nevelésében. A nagy korkülönbség miatt méltán nézett fel testvéreire, és valószínűleg az ő életére is kihatott, hogy bátyja sem nősült meg, és a két agglegény jó kapcsolatban élt együtt Kehidán. Deák Vörösmartyval folytatott levelezésében található utalás arra, hogy „a szerelem kis istenének nyilai” őt sem kerülték el. Az ez időben 21 éves ifjút azonban valószínűleg elutasíthatták, mert nincs további folytatása a szerelemnek. A lány egyébként egy gazdag somogyi nemesi család sarja, Inkey Karolina volt. Deák valószínűleg kinézete és jelleme miatt is hátrányban érezhette magát a hölgyeknél, hiszen hamar testesedett, nem tudott jól táncolni, és bár kiváló szónok volt, nem szeretett semmiségekről csevegni, így akár mogorvának is tűnhetett.
Az említett esetet leszámítva nem is voltak látványos szerelmi kalandjai, pedig sok nővel tartott fenn személyes viszonyt, és ápolt barátságot. Például ilyen volt Erzsébet királyné udvarhölgyével, Festetics Mária grófnővel folytatott kapcsolata is; a grófnő földbirtokos volt Söjtörön, Deák Ferenc szülőtelepülésén, és egyben jó barátságban állt a Deák családdal is. Bár sokszor gyötörte a magány mégis, ahogy idősebb lett, úgy kezdte egyre jobban bírálni az ellenkező nemet. Egyik gyakori megjegyzése volt, hogy a nők olyanok, mint a madarak: „otthon hangosszavú szürke seregélyek, a sétányon pávák, udvarlójuk mellett turbékoló galambok”. Egy másik anekdota szerint Balatonfüreden két agglegény összeveszett azon, hogy ki a derekabb, aki megházasodik, vagy aki nem. A haza bölcsétől kértek tanácsot, aki azt válaszolta: „A becsületes ember megházasodik, az okos nem”.
A gondjaira bízott fiatalabb lányokkal – keresztlányával, Dőry Franciskával és gyámleányával, Vörösmarty Ilonával – viszont úgy bánt, mintha sajátjai lettek volna. Tanácsokat és intelmeket írt hozzájuk, amelyek nyomtatásban is megjelentek.
Közeli ismerője, Eötvös Károly Deák-életrajzában így magyarázza, miért maradhatott agglegény: „Vagy ha más volt a nő: annak korai halála vagy olyan cselekménye állhatott elő, mely Deákot visszavonulásra bírta, de egyúttal azt az örök fogadást érlelte meg benne, hogy több nővel egész életére kiható szerelmi viszonyba lépni nem fog, ha ugyan erre képes lesz. Hanem egész idejét, agyát, egész szellemét s az életet, mely rá vár, a közügynek, a hazának szenteli mindaddig, míg azt a haza igénybe veszi. Más magyarázatot találni nem lehet, hiszen egyébként mind lelki, mind testi épsége tökéletes volt.”

## Emlékezete
A hozzá kapcsolt két legismertebb epitheton ornans „a haza bölcse” és „a nemzet prókátora”. A haza bölcsének Kossuth Lajos nevezte el, míg a nemzet prókátora azért lett, mert (a prókátor kifejezés ügyvédet vagy védőt jelent) a magyar nemzet érdekében végzett tevékenysége alapján méltán lehet őt nevezni a nemzetet oltalmazó ügyvédnek. Nevezték még „a magyarok Mózesének” és „a haza atyjának” is.
A magyar törvénytárban Deák Ferencnek az 1876. III. törvénycikk állított emléket, melynek 1. pontja így szól: „Deák Ferencznek a haza irányában hosszú évek során át szerzett érdemei törvénybe igtattatnak.” A 2. pont elrendelte, hogy nemzeti gyűjtés útján a fővárosban Deáknak emlékszobor állíttassék, melyet Huszár Adolf készített, és amelyet 1887-ben lepleztek le a mai Széchenyi István téren, az MTA-val szemben. A Magyar Tudományos Akadémia ünnepélyes közülésén 1877. január 28-án Csengery Antal tartott emlékbeszédet.
Iskolák, könyvtárak viselik nevét, és több településen utcát, teret neveztek el róla. Talán a legnevezetesebb ezek közül Budapest egyik központi főtere, a Deák Ferenc tér, a beléje futó egyik utcával és az M0-s autóút déli Duna-hídjának, a Deák Ferenc hídnak is ő a névadója. A Széchenyi István Egyetemen róla kapta nevét a Deák Ferenc Állam- és Jogtudományi Kar. A magyar forint bankjegyek közül arcképe a legnagyobb címletű, 20 000 forintoson ma is és az 1994–98 között forgalomban volt kétszáz forintos érmén, korábban a pengő pénzrendszerben kiadott 1926-os és 1929-es tízpengős bankjegyen is szerepelt.
Gelencsér István rendezésében 2003-ban történészek bevonásával és korabeli dokumentumok bemutatásával életéről, jogászi és törvényalkotói munkájáról dokumentumfilm készült.

## Egyesületi, testületi tagságai
- A Magyar Tudományos Akadémia tiszteleti tagja (1837)
- A tudomány- és műegyetemi olvasókör tiszteletbeli tagja

## Kitüntetései, díjai
- Szabad királyi Szeged város díszpolgára (1848), (1861)[69]
- Debrecen díszpolgára (1845), (1861)[70]

## Írásai

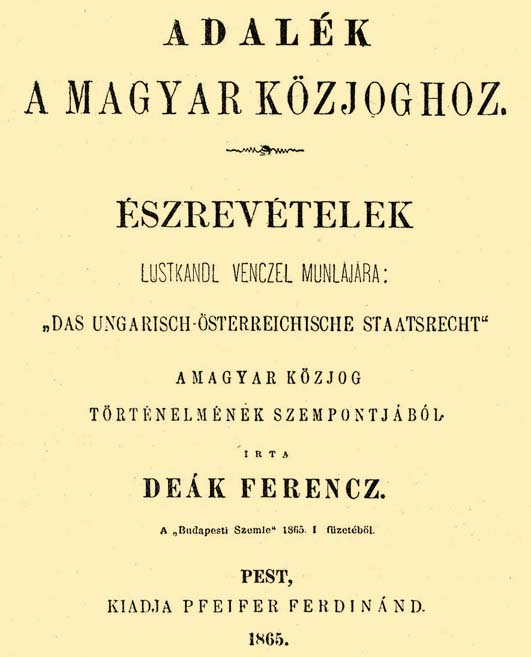
„Adalék a magyar közjoghoz”, Deák cikke a Budapesti Szemle 1865/I-es füzetében

Beszédeit, írásait Kónyi Manó adta ki hat kötetben (Deák Ferenc Beszédei I–VI. Bp., 1882–1898; második, bővített kiadás Bp., 1903). Ennek alapján készült a Magyar Remekírók 1906-ban megjelent kétkötetes válogatása (szerkesztette és bevezette Wlassics Gyula; címlapkiadás: 1923 előtt). 1934-ben Berzeviczy Albert bevezetésével jelent meg egy kötet Deák Ferenc írásaiból; feltűnő, hogy ebben nem kapott helyet az 1867. március 28-án elhangzott, a kiegyezést védő parlamenti beszéde. Szövege külön kötetben is megjelent a híres „húsvéti cikk” (1865. április 16.) társaságában 1917-ben, Fayer Gyula bevezetőjével (Magyar Könyvtár 829.).

- Deák Ferenc–Hertelendy Károly: Követjelentés az 1839-40-ki országgyűlésről; Landerer-Heckenast, Pest, 1842
- Deák Ferencznek az 1861. évi julius 21-ki leiratra vonatkozó felirási javaslata, mely a képviselőházban f. évi aug. 8-án felolvasás után egyhangulag elfogadtatott; Bettelheim testvérek könyvkereskedése, Arad, 1861
- Deák's Adress-Entwurf und das Staatsrecht Oesterreichs; Gerold, Wien, 1861
- Deák Ferencz fölírási javaslata melyet 1861. évi aug. hó 8-án a nemzeti képviselő házban előadott; Wodianer Ny., Pest, 1861
- Észrevételek Lustkandl Venczel ily czímű munkájára: "Das ungarisch-österreichische Staatsrecht". A magyar közjog történelmének szempontjából; Pfeifer, Pest, 1865
- Adalék a magyar közjoghoz. Észrevételek Wenzel Lustkandl munkájára. 1865 (hasonmásban: 1987)
- Deák Ferencz válogatott munkái. Lampel R. Könyvkereskedése (Wodianer F. és fiai) Részvénytársaság, Budapest[72]
- Deák Ferenc második felirati beszéde / Három elbeszélés a „Téli éjtszakák”-ból[73]
- Szemelvények Deák Ferenc beszédeiből; Lampel, Bp., 1889 (Nagy magyar szónokok)
- Deák Ferenc emlékezete, 1–2.; összegyűjt., jegyz. Váczy János; Ráth, Bp., 1889–1890 
  - 1. Gondolatok, 1833–1873
  - 2. Levelek, 1822–1875
- Deák Ferenc – Hertelendy Károly két követjelentése az 1832/36 és 1839/40-iki országgyűlésről; bev., jegyz. Ferenczi Zoltán; Franklin, Bp., 1904 (Jeles írók iskolai tára)
- Deák Ferenc munkáiból. 1–2.; sajtó alá rend., bev. Wlassics Gyula; Franklin, Bp., 1906
- Deák Ferencz Húsvéti czikke és a kiegyezést védő beszéde; bev. Fayer Gyula; Lampel, Bp., 1917 (Magyar könyvtár)
- Deák Ferenc műveiből; bev. Berzeviczy Albert; Franklin, Bp., 1934 (Élő könyvek. Magyar klasszikusok)
- Deák Ferenc–Kossuth Lajos: Párbeszéd a kiegyezésről; előszó, jegyz. Szigethy Gábor; Magvető, Bp., 1981 (Gondolkodó magyarok)
- Deák Ferenc kiadatlan leveleiből; vál., jegyz., előszó Sándor Pál; Magyar Történelmi Társulat, Bp., 1992
- Deák Ferenc országgyűlési levelei, 1833–1834; sajtó alá rend., bev., jegyz. Sándor Pál; Zala Megyei Levéltár, Zalaegerszeg, 1997
- Deák Ferenc; vál., sajtó alá rend., tan., jegyz. Molnár András; Új Mandátum, Bp., 1998 (Magyar szabadelvűek)
- "Javítva változtatni". Deák Ferenc és Zala megye 1832. évi reformjavaslatai; sajtó alá rend., szerk. Molnár András, jegyz., utószó Béli Gábor és Molnár András; Zala Megyei Levéltár, Zalaegerszeg, 2000 (Zalai gyűjtemény)
- Válogatott politikai írások és beszédek, 1-2.; Osiris, Bp., 2001 (Millenniumi magyar történelem. Politikai gondolkodók)
  - 1. 1825–1849; vál., sajtó alá rend., jegyz. Molnár András
  - 2. 1850–1873; vál., sajtó alá rend., jegyz. Deák Ágnes
- Száz levél Deák Ferenctől, 1850–1875; vál., jegyz., előszó Katona Csaba; Magyar Országos Levéltár, Bp., 2004
- Deák Ferencz beszédei I–II. Archiválva 2016. március 6-i dátummal a Wayback Machine-ben Mercator Stúdió, 2006

## Róla szóló művek
Már halála évében megjelent az első biográfia és a róla készített emlékalbum. Az első jelentős Deák-bibliográfiát halálának 100. évfordulójára állították össze. Az azóta eltelt időszakot is feldolgozva a Deák Ferencről szóló irodalom több mint ezer tételt tartalmaz. Jellemrajzát megírta Csengery Antal és Pulszky Ferenc. Közeli személyes ismerőse és párttársa, Eötvös Károly Deák Ferenc és családja című életrajzában 625 oldalon ad életközeli képet róla.
Külföldön készült életrajzi írás a híres Émile de Laveleye műve, magyarra fordította Szász Károly (Pest, 1869), valamint Forster-Arnold Florence műve, melyet Pulszky Ágost fordított magyarra. Leveleit Ráth Mór adta ki. Jelentősebb Eötvös Károly műve: Deák Ferenc és családja (1932).

## Származása
| kehidai Deák Ferenc (Söjtör, 1803. október 17. – Budapest, 1876. január 28.) politikus | Apja: kehidai Deák Ferenc (Kehida, 1761. június 15. – Kehida, 1808. január 25.) főszolgabíró, zalai táblabíró, földbirtokos | Apai nagyapja: kehidai Deák Gábor (1728 v. 1734. –Zalatárnok, 1788. július 1.) zalai táblabíró, földbirtokos                                         | Apai nagyapai dédapja: nemes Deák Péter (fl. 1690–1752) főszolgabíró, zalai táblabíró, földbirtokos (Szülei: nemes Deák Péter, 1665-ös birtokszerző és Babos Éva)                                                                                              |
| kehidai Deák Ferenc (Söjtör, 1803. október 17. – Budapest, 1876. január 28.) politikus | Apja: kehidai Deák Ferenc (Kehida, 1761. június 15. – Kehida, 1808. január 25.) főszolgabíró, zalai táblabíró, földbirtokos | Apai nagyapja: kehidai Deák Gábor (1728 v. 1734. –Zalatárnok, 1788. július 1.) zalai táblabíró, földbirtokos                                         | Apai nagyapai dédanyja: Zajgár Anna |
| kehidai Deák Ferenc (Söjtör, 1803. október 17. – Budapest, 1876. január 28.) politikus | Apja: kehidai Deák Ferenc (Kehida, 1761. június 15. – Kehida, 1808. január 25.) főszolgabíró, zalai táblabíró, földbirtokos | Apai nagyanyja: hertelendi és vindornyalaki Hertelendy Anna (Bucsu, 1743. szeptember 9. – Kehida, 1803. október 3.)                                  | Apai nagyanyai dédapja: hertelendi és vindornyalaki Hertelendy Gábor (Bucsu, 1713. március 4. – Kehida, 1757. április 15.) Zala vármegye alispánja, földbirtokos (Szülei: hertelendi és vindornyalaki Hertelendy Gáspár, földbirtokos és sági Sághy Krisztina) |
| kehidai Deák Ferenc (Söjtör, 1803. október 17. – Budapest, 1876. január 28.) politikus | Apja: kehidai Deák Ferenc (Kehida, 1761. június 15. – Kehida, 1808. január 25.) főszolgabíró, zalai táblabíró, földbirtokos | Apai nagyanyja: hertelendi és vindornyalaki Hertelendy Anna (Bucsu, 1743. szeptember 9. – Kehida, 1803. október 3.)                                  | Apai nagyanyai dédanyja: petőfalvi Uzovics Judit (Nagykosztolány, 1723. december 27. – ?) (Szülei: petőfalvi Uzovics János, és niczki Niczky Krisztina) |
| kehidai Deák Ferenc (Söjtör, 1803. október 17. – Budapest, 1876. január 28.) politikus | Anyja: szarvaskendi és óvári Sibrik Erzsébet (Csécsény, 1768. március 25. – Söjtör, 1803. október 17.)                      | Anyai nagyapja: szarvaskendi és óvári Sibrik Antal (Csécsény, 1737. augusztus 7.– Csécsény, 1797. április 15.) Győr vármegye alispánja, földbirtokos | Anyai nagyapai dédapja: szarvaskendi és óvári Sibrik Pál (Kőszeg, 1709. január 23.–1745) huszárhadnagy, földbirtokos (Szülei: Sibrik Ferenc, földbirtokos és mezőszegedi Szegedy Zsuzsanna)                                                                    |
| kehidai Deák Ferenc (Söjtör, 1803. október 17. – Budapest, 1876. január 28.) politikus | Anyja: szarvaskendi és óvári Sibrik Erzsébet (Csécsény, 1768. március 25. – Söjtör, 1803. október 17.)                      | Anyai nagyapja: szarvaskendi és óvári Sibrik Antal (Csécsény, 1737. augusztus 7.– Csécsény, 1797. április 15.) Győr vármegye alispánja, földbirtokos | Anyai nagyapai dédanyja: kisgeszényi Szabó Erzsébet (Szülei: kisgeszényi Szabó János, rohonci uradalmi igazgató, és nicki Niczky Klára) |
| kehidai Deák Ferenc (Söjtör, 1803. október 17. – Budapest, 1876. január 28.) politikus | Anyja: szarvaskendi és óvári Sibrik Erzsébet (Csécsény, 1768. március 25. – Söjtör, 1803. október 17.)                      | Anyai nagyanyja: felsőeőri Bertha Klára (Szombathely, 1748. augusztus 27.– Csécsény, 1772. június 24.)                                               | Anyai nagyanyai dédapja: felsőeőri Bertha János törvényszéki bíró (Szülei: Bertha János) |
| kehidai Deák Ferenc (Söjtör, 1803. október 17. – Budapest, 1876. január 28.) politikus | Anyja: szarvaskendi és óvári Sibrik Erzsébet (Csécsény, 1768. március 25. – Söjtör, 1803. október 17.)                      | Anyai nagyanyja: felsőeőri Bertha Klára (Szombathely, 1748. augusztus 27.– Csécsény, 1772. június 24.)                                               | Anyai nagyanyai dédanyja: Árossy Klára (Szülei: Árossy István és Csery Judit) |